# Abbans-Dessous
Abbans-Dessous là một xã của tỉnh Doubs, thuộc vùng Franche-Comté, miền đông nước Pháp.